# Stary Tartak (Nowodwór)
Stary Tartak – osada wsi Nowodwór w Polsce, położona w gminie Lubartów, w powiecie lubartowskim, w województwie lubelskim, nad strugą Ciemięgą. Leży na terenie Kozłowieckiego Parku Krajobrazowego.
Adresy nieruchomości na terenie osady są przypisane do miejscowości Wandzin o kodzie pocztowym 21-100. Numer SIMC osady to 0109688. Wierni Kościoła rzymskokatolickiego z osady należą do parafii Najświętszej Maryi Panny Królowej Polski w Nasutowie.
Zabudowa osady liczy kilka budynków, w tym kwaterę myśliwską. W osadzie znajduje się parking leśny z zadaszonymi ławkami i stołami, toaletami, koszami na śmieci i ścieżką zdrowia, otwarty w 2013 roku. 